# Solonaima nielseni
Solonaima nielseni är en insektsart som beskrevs av Erbe och Hoch 2004. Solonaima nielseni ingår i släktet Solonaima och familjen kilstritar. Inga underarter finns listade i Catalogue of Life.